# Фарсман I
Фарсман I Великий Фарасман (груз. ფარსმან I დიდი) — царь Иберии (около 40 — 60 годов), из династии Фарнавазидов. Основные сведения о нём сохранились в трудах Тацита и Диона Кассия.

## Ранние годы
Точная дата рождения Фарсмана неизвестна. Опираясь на тот факт, что в 50-е годы он уже находился в преклонном возрасте, можно предположить, что родился он на рубеже старой и новой эры. Фарсман — второй сын царя Митридата I, однако был назначен главнокомандующим.

## Поход в Армению

### Взятие Арташата
В 35 году парфянский царь Артабан III посадил своего сына Аршака на армянский трон, что вызвало недовольство Рима. Император Тиберий обратился к Митридату и предложил ему посадить царём Армении сына Митридата при условии, что последний будет признавать сюзеренитет Рима. Митридат принял предложение императора и за короткий срок отправил в Армению большое войско во главе с Фарсманом. Фарсман без особых усилий взял столицу Арташат, выгнал из страны Аршака и короновал своего брата царём Армении.

### Битва с Ородом
В ответ на действия иберов Артабан отправил в Армению войско под командованием царевича Орода. Фарсман, усиливший свои войска наёмными отрядами сарматов и албанов, немедля выступил против парфян. В источниках не сохранилось название места, где сошлись войска двух царевичей, однако, перипетии и сам ход сражения описаны так:
После того, как оба войска изготовились к бою, парфянский полководец в речи к воинам напомнил о владычестве на Востоке, о славе Арсакидов, о том, что их враг — безвестный ибер с войском наёмников; Фарсман же говорил, что, не зная над собой парфянского ига, чем к большему они будут стремиться, тем большую славу принесёт им победа, а если обратятся в бегство, то тем больше позора и опасностей навлекут на себя; он указывал при этом на грозный боевой строй своих и на раззолоченные отряды мидян, говоря, что здесь мужи, там добыча.
Парфянское войско в основном состояло из конницы, тогда как Фарсман имел и сильную пехоту. В ходе боя иберские всадники сбивали на землю парфянских катафрактариев, а пехотинцы их добивали. Исход боя решило столкновение двух главнокомандующих.
В разгаре боя Фарсман и Ород, которые сражались среди передовых и бросались на помощь дрогнувшим и поэтому были заметны, узнают друг друга; с громким боевым кличем они устремляются с оружием один на другого, и Фарсман, упредив противника, рассёк шлем Орода и нанёс ему рану. Но, увлечённый вперёд конём, он не смог повторить удар, и храбрейшие из воинов успели заслонить раненого; поверив, однако, ложной вести о его гибели, парфяне пришли в замешательство и уступили победу врагу.

### Изгнание Артабана
После поражения своих двух сыновей Артабан решил лично отомстить Фарсману. Он собрал огромное войско и в 36 году вторгся в Армению. Фарсман умело руководил обороной страны, навязал парфянам удобную ему долгую, истощающую войну, после чего иберы постепенно взяли верх. В то же время римляне пустили слухи, что собираются начать поход в Месопотамию. Артабан был вынужден покинуть Армению.«С оставлением Артабаном Армении пришёл конец и его могуществу».

## Период царствования
Вскоре после случившихся событий в Армении Митридат умер, и Фарсман занял место отца на троне Иберии (около 40 года). Первые годы его царствования прошли в сравнительно спокойной обстановке.

### Второй захват Армении
В 42-47 годах Митридат Иберийский находился в римском плену, и Армению захватили парфяне. После освобождения из плена император Клавдий вернул армянскую корону Митридату. В 47 году Митридат с римскими легионами вторгся в Армению, в то же время с севера двинулись войска Фарсмана. Совместными силами они разбили парфянского ставленника Демонакта, после чего Митридат вернул себе царский трон. Ему также подчинился Котис — царь Малой Армении.

### Конфликт с Митридатом и началу Иберийско–армянской войны
В начале 50-х годов между братьями разгорелся конфликт. Видно, что после того, как власть Митридата в Армении окрепла, он решил выйти из-под влияния Фарсмана. Обострению отношений между царями способствовало и то обстоятельство, что Радамист — амбициозный сын Фарсмана — плёл интриги против отца (возможно, не без участия дяди). После того, как Митридат отказал в помощи брату в войне против албанов, Фарсман решил свергнуть Митридата и заменить его Радамистом.
В 51 году войска Фарсмана во главе с Радамистом вторглись в Армению. Началась Иберийско–армянская война. Митридат бил взят в плен и казнён вместе с семьёй. Новым царём Армении стал Радамист.

### Потеря Армении и конец Иберийско–армянской войны
В 52 году в Армению вторглись парфяне. Радамист, не имеющий поддержи со стороны местной аристократии и Рима, не мог оказать должного сопротивления и бежал в Иберию. В 53 году Фарсман организовал новый поход на Армению и сумел вернуть трон сыну. Однако, против Радамиста вспыхнуло восстание, за которым последовало новое вторжение парфян, и в результате Радамист снова потерял Армению. После неудач в Армении Радамист решил свергнуть отца, за что он был схвачен и казнён по приказу Фарсмана.

## Последние годы правления
После казни сына Фарсман ещё раз попытался захватить Армению. В 58 году его войска совместно с римскими отрядами вторглись в Армению. На этот раз не удалось выгнать парфянского царевича Трдата, и контроль над Арменией был окончательно утерян. Спустя несколько лет пожилой Фарсман скончался.